# Libre (álbum de Soledad Pastorutti)
Libre es el quinto disco de estudio de la cantante argentina Soledad Pastorutti y fue producido por Alejandro Lerner. Lanzado en 2001, Libre llegó a los principales medios radiales del país de la mano de la canción "Tren del cielo", cuyo videoclip fue uno de los más rotados en la televisión argentina.

## Lista de canciones
| N.º | Título                                        | Escritor(es)                                                      | Duración |  |
| 1.  | «Tren del cielo» (con Natalia Pastorutti)     | Alejandro Lerner · Ignacio Elisavetsky · Jorge Alfano             | 3:31     |  |
| 2.  | «Libre»                                       | José Luis Armenteros · Pablo Herrero                              | 3:53     |  |
| 3.  | «Quiero abrazarte tanto»                      | Víctor Manuel San José                                            | 2:39     |  |
| 4.  | «Otro día más»                                | Alejandro Lerner                                                  | 4:24     |  |
| 5.  | «Ayer te vi»                                  | Víctor Heredia                                                    | 2:55     |  |
| 6.  | «Obsesión»                                    | Pedro Flores                                                      | 3:43     |  |
| 7.  | «Chacarera de un triste»                      | Los hermanos Simón                                                | 2:25     |  |
| 8.  | «Canción del jangadero»                       | Jaime Dávalos                                                     | 3:44     |  |
| 9.  | «Padre del carnaval» (con Natalia Pastorutti) | César Isella · Horacio Guarany                                    | 2:36     |  |
| 10. | «No vale la pena»                             | Juan Gabriel                                                      | 2:36     |  |
| 11. | «Desde algún lugar»                           | Soledad Pastorutti · Gerardo Gardelín                             | 2:55     |  |
| 12. | «Todos juntos» (con Natalia Pastorutti)       | Los Jaivas Letra en mapuche: Juan Namuncura · Olga Huenaihuen.    | 3:15     |  |
| 13. | «Manos a la obra»                             | Soledad Pastorutti · Alejandro Lerner · César Isella · Fer Isella | 3:41     |  |

## Posicionamiento en las listas
| Listas (2001)     | Mejor posición |
| ----------------- | -------------- |
| Argentina (CAPIF) | 2              |

## Músicos
| - Soledad Pastorutti - Voz principal. - Natalia Pastorutti - Artista invitada (1 - 9 - 12). - Domingo Cura - Bombo (1) y percusión (3 - 4 - 10). - Jota Morelli - Batería (1 - 3 - 4 - 6 - 13). - Los Tekis - Aerófonos (1). - Wenceslao Escudero - Quena solista (1). - Ernesto Snajer - Guitarra (1 - 7 - 11 - 13), charango (1). - Pablo Santos - Bajo (1 - 3 - 4 - 5 - 6 - 10 - 13). - Rolando Goldman - Charango (1). - Héctor Romero - Guitarra y flamenco (2). - Antonio Montoya - Cajón flamenco (2). - Dany Ávila - Batería (2 - 13). - Alejandro Lerner - Piano (2 - 3 - 4 - 12 - 13), coros (2 - 5 - 6 - 13), teclados (3 - 11), órgano Hammond (6). - Pablo Giménez - Bajo (2 - 7 - 11). - Lucho González - Guitarra (3 - 4 - 5 - 6), coros (6). - Fer Isella - Teclados (3 - 11 - 13), piano (5 - 7 - 8 - 9 - 11 - 12), palmas (7), teclados (8 - 10), coros (13). - Julio Morales - Percusión (3 - 4 - 6). | - Alex Acuña - Percusión (4). - Paula Lencina - Coros (4). - Alex Lencina - Coros (4). - César Isella - Palmas (5), guitarras (9). - Osvaldo Lagos - Cuatro venezolano (5), guitarra (12). - Facundo Guevara - Percusión (5 - 7 - 10). - Pedro Aznar - Bajo (8). - Daniel Homer - Guitarras (9 - 10). - Silvio López - Bombo (9). - Mariachi Torales - Trompetas y bigüela (10). - Jorge "Laucha" Calcaterra - Guitarras (10). - Alberto Arauco - Guitarras (10). - Marcelo Muir - Guitarra de acero (10). - Juan Namuncura - Voz mapuche (12). - Bernabe Montellanos - Flautilla (12). - Ramón Wanca - Quena, sikus y sampoñas (12). - Pablo Asval - director del Coro de Niños de San Miguel (12 - 13). |

## Créditos
- Ingenieros de grabación: Eduardo Bergallo y Facundo Rodríguez.
- Ingenieros de mezcla: Eduardo Bergallo, Facundo Rodríguez, Alejandro Lerner y Fer Isella.
- «Tren del cielo» fue mezclado por: Gustavo Borner en Igloo Music.
- Asistentes de grabación: Marcelo Mascetti y Mariano Mendoza.
- Programación: Diego Ortells.
- Masterización: Alejandro Marti para Mr. Master.
- Diseño gráfico: Lorena Marazzi.
- Fotografía de tapa: Pompi Gutnisky.
- Fotografías interiores: Juan Erlich y Pompi Gutnisky.